# واوکسکر
واوکسکر (به فرانسوی: Vauxcéré) یک کمون در فرانسه است که در پیکاردی واقع شده‌است.

## خصوصیات
واوکسکر ۵٫۸ کیلومترمربع مساحت و ۱۱۱ نفر جمعیت دارد و ۱۵۰ متر بالاتر از سطح دریا واقع شده‌است.